# ФК Юнайтед ъф Манчестър
Футболен клуб „Юнайтед ъф Манчестър“ (ФК Юнайтед или ФКЮМ съкратено; на английски: Football Club United of Manchester, превод ФК Юнайтед от Манчестър) е полупрофесионален футболен клуб от град Манчестър, Англия, за момента базиран в близкия Бъри. Клубът е създаден през 2005 от разочаровани привърженици на Манчестър Юнайтед, много от които решават да оттеглят финасовата си подкрепа за гранда след откупуването му от Малкълм Глейзър. Съперниците на ФКЮМ са Салфорд Сити и ФК Мейн Роуд.
Въпреки че повечето привърженици на клуба са от Манчестър и околностите, привържениците му имат фен клубове в над десет страни включително Франция, Полша, Нова Зеландия, Съединените щати и Канада. Местната кабелна телевизиа Ченъл М започва излъчването на месечни обзорни предавания за клуба през януари 2006. Телевизионни екипи от Франция и Нидерландия също са забелязвани на мачовете на отбора.
Първият сезон на ФК Юнайтед е много успешен. Те влизат на десетото ниво на системата на английските футболни дивизии (втора дивизия на Футболната лига на Северозападните общини) и завършват първи на 15 април 2006 г.
През сезона те имат втората по големина средна посещаемост сред непрофесионалните отбори, изпреварени само от ФК Екзитър Сити. Треньор на отбора е бившият футболист на ФК Макълсфийлд Таун, Карл Маргинсън а най-посетеният мач за сезона е срещу ФК Грейт Харълд на 22 април 2006, когато се провежда и официалната церемония по награждаването – на стадиона присъстват 6023 привърженици.

## История

### Създаване на клуба
Клубът е сформиран през лятото на 2005 от разочаровани привърженици на Манчестър Юнайтед. Въпреки че тези привърженици имат различни причини за своето недовослтво, основната причина за отделянето им и създаването на новия клуб е вражедебното откупуване на любимия им клуб от американския бизнесмен Малкълм Глейзър. Привържениците на Юнайтед обмислят създаването на отделен клуб години по-рано през 1998 по повод слухове и предложено откупуване на клуба от Рупърт Мърдок, но неговите опити са неуспешни и феновете се отказват от намеренията си. Когато Глейзър обявява намеренията си публично, плановете за създаване на нов отделен клуб са дискутирани във фанзина (списание на феновете) на Манчестър Юнайтед включително Ред Ишу като вариант „в краен случай“.
Фамилия Глейзър получава пълен контрол над Манчестър Юнайтед на 12 май 2005 и привържениците, които са против откупуването на отбора, организират среща в манчестърската Методистка зала на 19 май 2005 г. Въпреки че целта на срещата е да се обсъди съпротивата срещу новите собственици на клуба, председателстващият Анди Уолш обявява, че сформирането на нов клуб ще се обсъжда на друга нарочна среща на 30 май и че им е оказана подкрепа със съвети от Крис Стюарт, който е тогавашният председател на АФК Уимбълдън (първият известен клуб в Англия, създаден от привържениците в знак на протест срещу продажбата на клуба, подобна на тези станала порочна практика в България, като продажбата на ПФК Хебър в Дупница или Черноморец Бургас-София). Срещата се провежда в театър „Аполло“, Манчестър и се решава, че клуба ще се създаде ако поне 1000 души се съгласят да подкрепят финансово отбора до края на юли 2005. Всъщност подкрепата за отбора се оказва много по-мощна и плановете за създаването на клуба са ускорени.
Ръководството на местния ФК Лий РМИ по това време е изпаднал в остра финансова криза и моли новосъздадения клуб да ги откупи, което би гарантирало оставането им в дивизията, но управата на ФК Юнайтед отказва тъй като техният клуб е създаден като реакция срещу точно такъв вид откупувания на клубове. Двата клуба остават в добри взаимоотношения като първият официален мач на ФК Юнайтед е приятелска среща именно срещу същия Лий РМИ.
Основателите на клуба избират името ФК Юнайтед за да подчертаят връзката си с любимия гранд, но Футболната асоциация на Англия отказва това име като твърде общо (множество отбори в Англия използват приставаката „Юнайтед“, която означава обединени). Тогава всички дарители на клуба провеждат демократични избори за името на клуба, избирайки измежду ФК Юнайтед от Манчестър, ФК Манчестър Централ, АФК Манчестър 1878 и Нютън Хийт Юнайтед ФК. На 14 юни, 2005 за официално име е порвъзгласено ФК Юнайтед от Манчестър избрано с 44% от гласовете, но съкратенто ФК Юнайтед продължава да се използва.
Карл Маргинсън е назначен за треньор на 22 юни и клубът провежда проби за играчи. Около 900 играчи подават молби да бъдат допуснати до тези проби, но от тях са допуснати 200 и само 17 са избрани за футболисити на новия клуб, макар повечето от тях да не са вече в клуба. Към 8 юли 2005 повече от 4000 души подпомагат клуба финансово и ФК Юнайтед събира над 100 000 паунда в банката.

## Отличия
- Северозападна Регионална Лига – Първа Дивизия
  - Шампион 2006 – 07
- Северозападна Регионална Лига – Втора Дивизия
  - Шампион 2005 – 06
- Северозападна Регионална Купа
  - Победител 2006 – 07
- Купа на привържениците
  - Победител 2006 – 07
- Спортни награди на БиБиСи за Северозападна Англия
  - Новак на годината 2006 – 07
- Джими Дейвис Мемориал Къп
  - Победител 2007 – 08

## Цитати

### Печат
- Crick, Michael. The Boss: The Many Sides of Alex Ferguson.   Pocket Books, 2003. 0-7434-2991-5.
- FC United of Manchester Official Match Programme, volume 1, issues 1,7
- Under The Boardwalk (FC United fanzine), issue 3 (October 2005)
- FC United of Manchester Yearbook 2005 – 06
- Tony Howard. We all know that Torpey wears a thong //  Guardian Unlimited.   Посетен на 26 октомври 2005.
- Tony Howard. Whether we're 'splitters' or 'scabs' we are all United //  Guardian Unlimited.   Посетен на 3 ноември 2005.
- Dominic Fifield. Rebel FC //  Guardian Unlimited.   Посетен на 14 януари 2006.